# Bladeserver

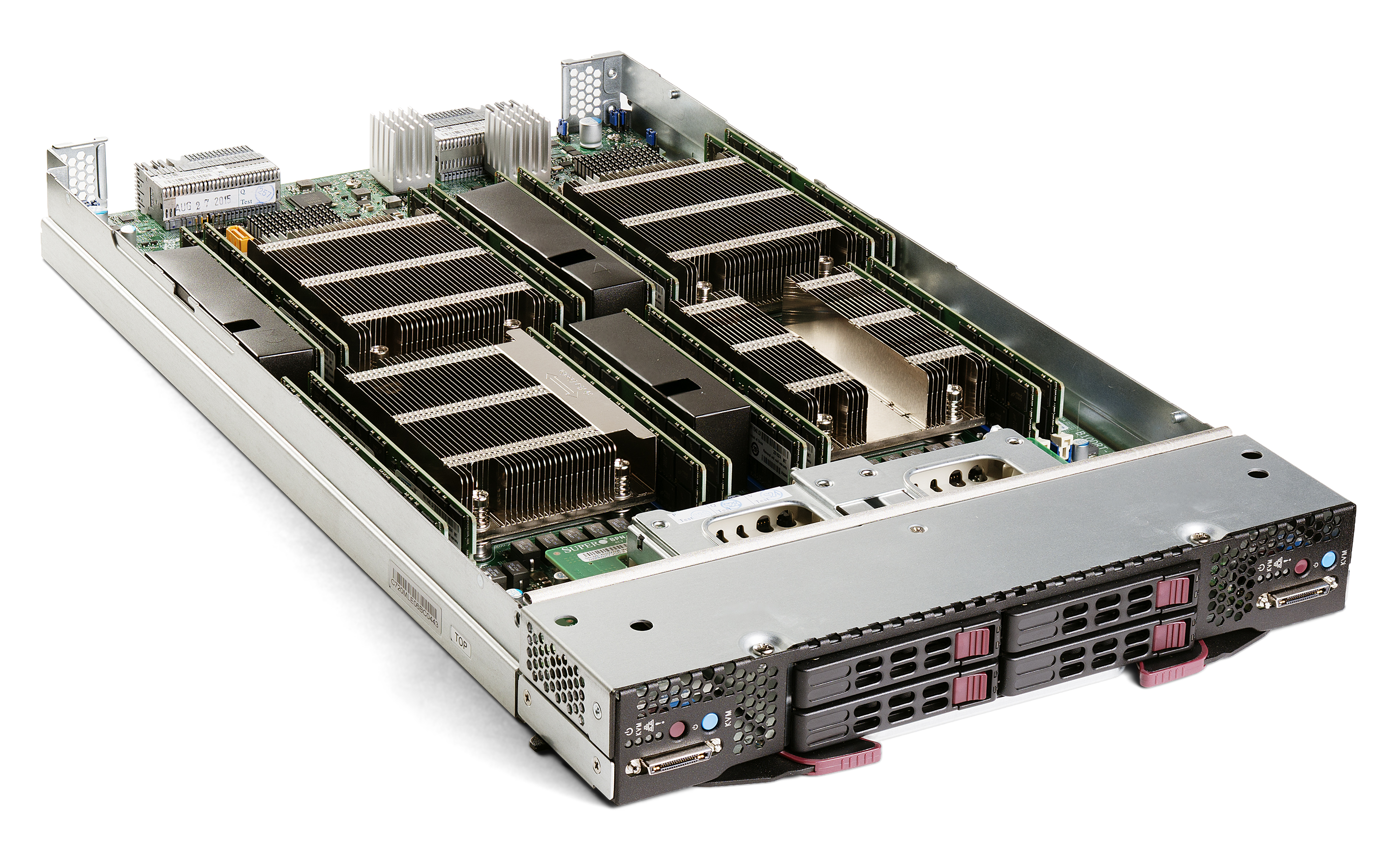
Een bladeserver van Supermicro.

Een bladeserver is een type server met een modulair ontwerp die zodanig is ontworpen om optimaal gebruik te maken van de beschikbare fysieke ruimte. Bladeservers zijn aangepast om ruimte te besparen en het energieverbruik te beperken.

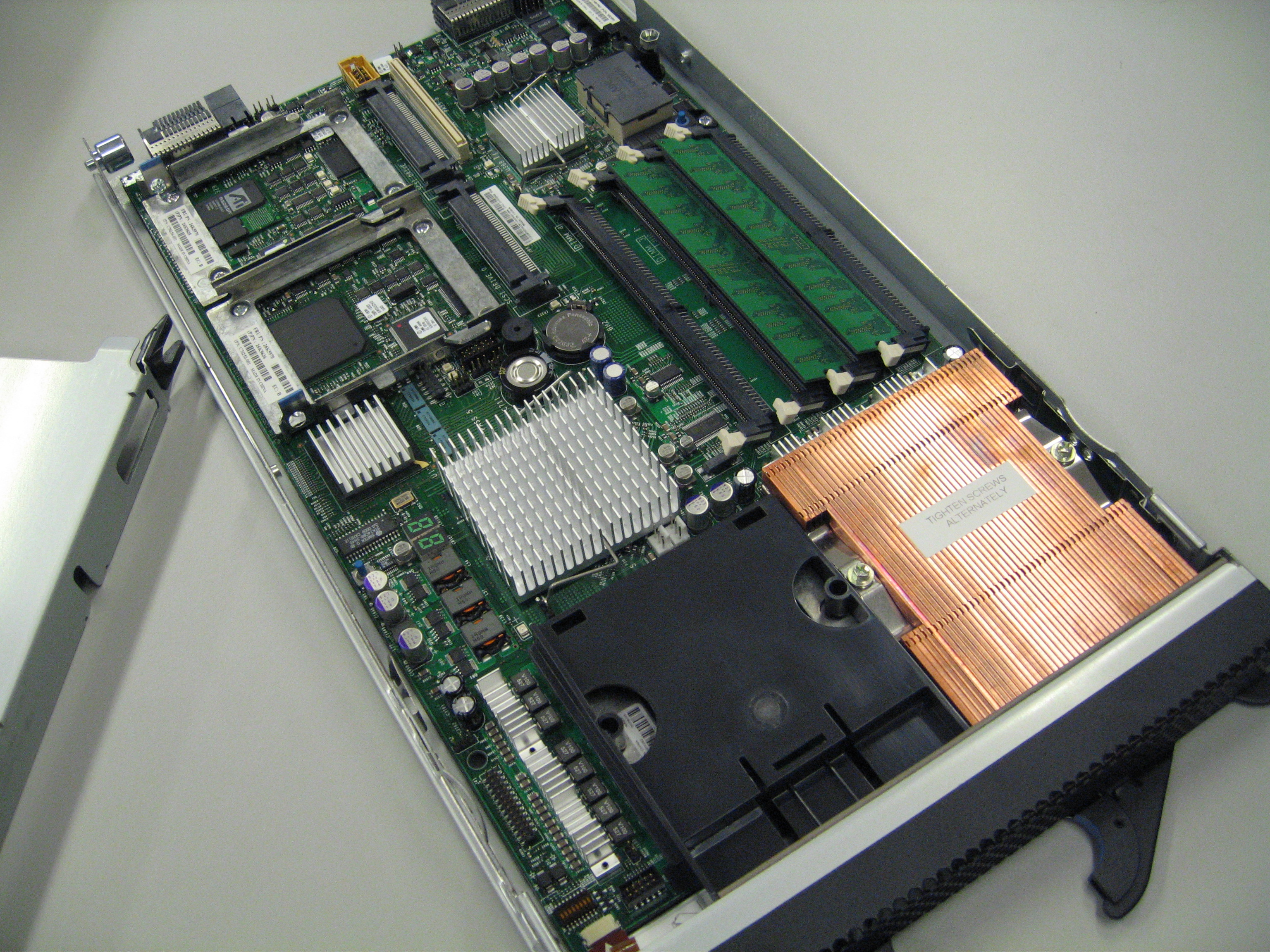
Een IBM HS20.

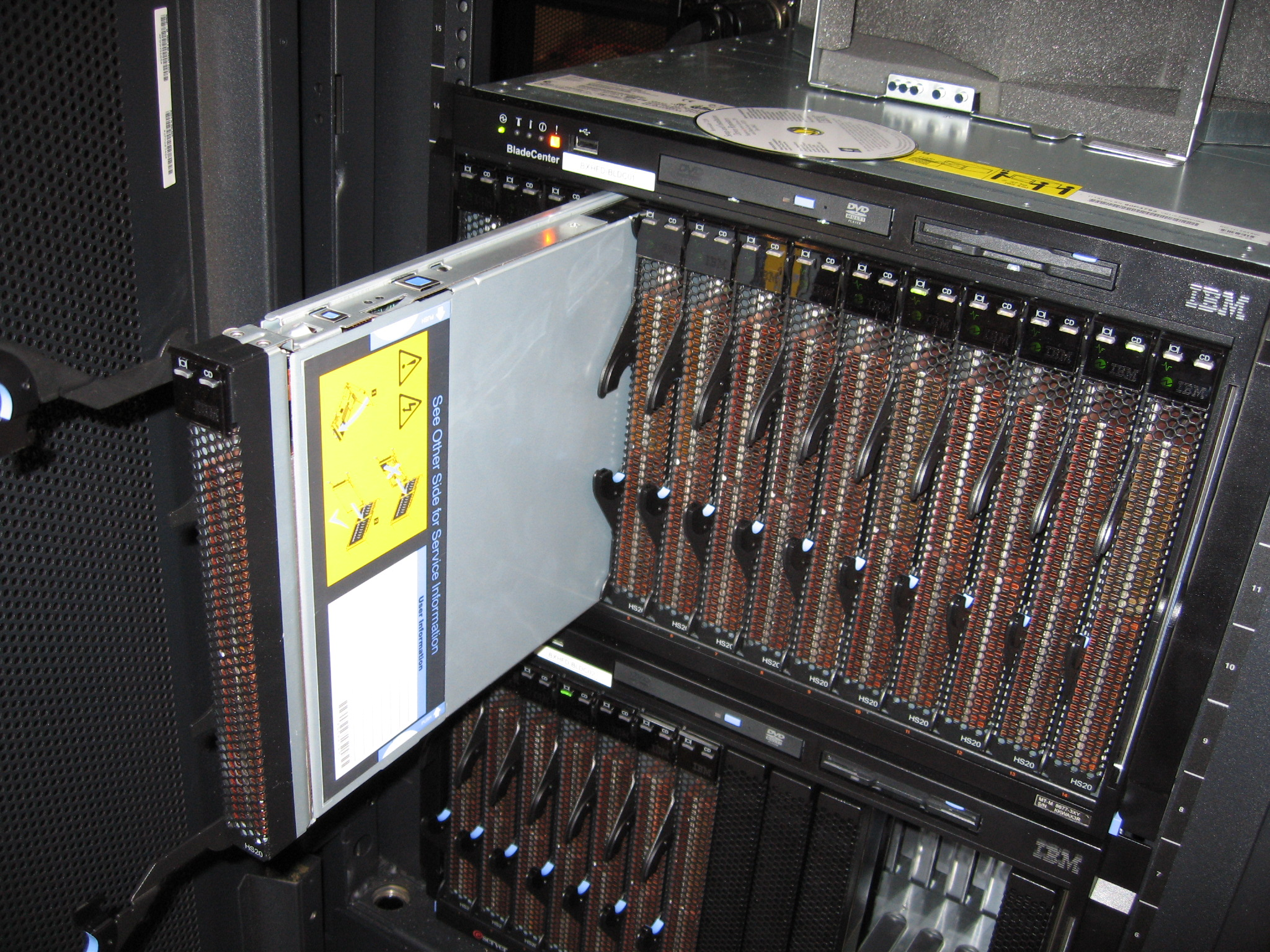
Een bladesysteem met meerdere verticaal geplaatste blades

In tegenstelling tot rackservers vereisen bladeservers een chassis dat meerdere bladeservers kan huisvesten. Dit chassis is ook bekend als de handelsbenaming BladeCenter of BladeSystem. Het chassis zorgt voor stroomvoorziening, koeling, netwerkverbinding en andere tussenkoppelingen. Samen vormen de blades en het chassis een bladesysteem.
Bladeservers zijn geschikt voor hetzelfde gebruik als elke andere server. Ze zijn echter vooral geschikt voor installaties van virtualisatieomgevingen, in clusters en voor webhosting.

## Ontwerp
Bladeservers zijn ontworpen om te worden gemonteerd in een rack zoals andere rackservers. De nieuwigheid is dat ze dankzij hun ontwerpprincipes in een kleinere ruimte kunnen worden gecomprimeerd.
Elke bladeserver is een dunne "kaart" die alleen de processor, het geheugen en de bussen (invoer/uitvoer) bevat. In die zin voldoet hij aan de eis om een computer te worden genoemd. De overige onderdelen zoals voeding en netwerk zijn verplaatst naar een chassis dat tussen de 4U en 6U in beslag neemt. Elk chassis kan in totaal 16 blades bevatten, maar dit verschilt per fabrikant.
Het chassis bevat de volgende gedeelde onderdelen:
- Voeding, redundant en hot swappable uitgevoerd
- Ventilatoren of koelelementen
- Netwerkswitch, redundant uitgevoerd
- Opslaginterface, ontworpen voor een SAN-netwerk

## Voor- en nadelen
Het voordeel van de blades is hun compacte ontwerp, hoge vermogensdichtheid, schaalbaarheid en flexibiliteit, evenals vereenvoudigde bekabeling en toegankelijkheid. Bovendien is er slechts één toetsenbord- en muiscontroller nodig voor het bladesysteem.
Vanwege de hoge vermogensdichtheid in een kleine ruimte is de planning van het stroomverbruik en de warmtedissipatie niet onbelangrijk. Vanwege het compacte ontwerp is onderhoud aan de hardware soms iets gecompliceerder dan op conventionele servers.

## Fabrikanten
Wereldwijd is de Amerikaanse fabrikant Dell Technologies marktleider op het gebied van bladeservers. Het bedrijf had in 2019 een marktaandeel van 19%, gevolgd door  Hewlett Packard Enterprise, in combinatie met New H3C Group, met 18% en Inspur met 7,2%.
Andere fabrikanten van bladeservers zijn onder andere
Lenovo Group Limited, IBM, Super Micro Computer, Inc., Cisco Systems, Inc., Oracle Corporation, AVADirect Custom Computers, Intel Corporation, Hitachi, Ltd.